# SCN5A
Das SCN5A-Gen ist für die Kodierung der alpha-Untereinheit des kardialen Natriumionenkanals (engl. sodium voltage-gated channel alpha subunit 5) verantwortlich und ist auf dem kurzen Arm von Chromosom 3 (3p21) lokalisiert. Das von diesem Gen kodierte Protein kommt vor allem in den Herzmuskelzellen vor und spielt hierbei eine entscheidende Rolle in der Regulierung der elektrischen Funktion des Herzens. Die betroffenen Natriumkanäle spielen bei der Koordination, der Kontraktion der Vorhöfe und Herzkammern und bei der Aufrechterhaltung des normalen Herzrhythmus eine wichtige Rolle.

## Mutationen
Mutationen im SCN5A-Gen sind mit mehreren Herzerkrankungen verbunden. Beim Brugada-Syndrom wurden bei mehr als 30 Prozent der betroffenen Familien genetische Mutationen als Krankheitsursache identifiziert. Dieses sind fast ausschließlich Mutationen im SCN5A-Gen. Diese Mutationen können in diesem Fall zu gefährlichen Arrhythmien wie polymorphe Kammertachykardien und Kammerflimmern führen. Eine weitere Erkrankung die auf eine Mutation im SCN5A-Gen zurückzuführen ist, ist das LQTS3, eine erbliche Form des Long-QT-Syndroms. Dort kommt es ebenfalls zu gefährlichen Arrhythmien, die charakteristische Rhythmusstörung für ein angeborenes Long-QT-Syndrom ist die Torsade de Pointes. Diese endet meist spontan, kann aber auch in ein Kammerflimmern übergehen und so zu einem Plötzlichen Herztod führen. Andere Erkrankungen, die mit Mutationen im SCN5A-Gen in Zusammenhang gebracht werden, sind z. B. die familiäre dilatative Kardiomyopathie oder Familiäres Vorhofflimmern.

## Zusammenfassung
Mutationen im SCN5A-Gen sind für viele angeborene Herzerkrankung verantwortlich. Es sind jedoch noch nicht alle durch SCN5A-Mutation verursachten Erkrankungen vollständig geklärt.